# Tomislav Knez
Tomislav Knez (Banja Luka, 9 giugno 1938) è un ex calciatore jugoslavo, di ruolo attaccante.

## Carriera

### Club
Giocò con squadre jugoslave e dell'Austria.

### Nazionale
Con la nazionale jugoslava giocò tra il 1960 e il 1961, facendo 14 presenze ed 8 gol e vinse la medaglia d'oro alle Olimpiadi di Roma 1960; in più la sua nazionale si classificò seconda all'europeo di quell'anno.

## Palmarès

### Club
- Coppa di Jugoslavia: 1

Dinamo Zagabria: 1962-1963
- Campionato austriaco: 1

Rapid Vienna: 1966-1967
- Fußball-Regionalliga (Austria): 1

Kapfenberger: 1973-1974

### Nazionale
- Oro olimpico: 1

Roma 1960